# Sabrina Bartlett
Sabrina Lois Bartlett (* 12. September 1991 in Hammersmith, London, England) ist eine britische Schauspielerin.

## Leben
Bartlett wurde am 12. September 1991 in Hammersmith geboren und wuchs in Walham Grove in Fulham auf. Ihre Eltern sind beide Künstler, außerdem hat sie zwei Schwestern und einen Bruder. Ihr Großvater ist indischer Abstammung und stammte aus Kalkutta. Ihre Familie lebte einige Jahre abwechselnd in London und an der englischen Küste. Bevor sie sich dem Schauspiel widmete, lernte sie Tanz an der Tring Park School for the Performing Arts in der Grafschaft Hertfordshire. Ihre Schauspielausbildung erhielt sie an der Guildford School of Acting, die sie 2013 verließ.
Erste Rollen erhielt Bartlett 2014 in einzelnen Episoden verschiedener Fernsehserien, wirkte allerdings auch im selben Jahr in fünf Episoden der Miniserie Generation der Verdammten in der Rolle der Katie mit. Im Folgejahr war sie in sechs Episoden der Fernsehserie Da Vinci’s Demons als Sophia zu sehen. Es folgte 2017 eine Episodenrolle in der HBO-Serie Game of Thrones. Zwischen 2017 und 2018 stellte sie die Rolle der Isabelle in der ersten Staffel der Fernsehserie Knightfall dar, ehe sie in der zweiten Staffel durch Genevieve Gaunt ersetzt wurde. Im selben Zeitraum war sie außerdem in den Fernsehserien Versailles und The Innocents als Schauspielerin zu sehen. 2019 folgte die Rolle der Abigail Turner in der Fernsehserie Victoria. 2020 stellte sie in fünf Episoden der Fernsehserie Bridgerton die Rolle der Siena Rosso dar. Für die dortige Leistung wurde sie für den Screen Actors Guild Awards 2021 in der Kategorie Bestes Schauspielensemble in einer Dramaserie nominiert. 2021 gehörte sie zum Hauptcast der Fernsehserie The Larkins.

## Filmografie (Auswahl)
- 2014: Suspects (Fernsehserie, Episode 1x02)
- 2014: Holby City (Fernsehserie, Episode 16x40)
- 2014: Wireless (Miniserie)
- 2014: Doctor Who (Fernsehserie, Episode 8x03)
- 2014: Generation der Verdammten (The Passing Bells, Miniserie, 5 Episoden)
- 2014: The Crossing (Kurzfilm)
- 2015: Inspector Barnaby (Midsomer Murders, Fernsehserie, Episode 17x04)
- 2015: Poldark (Fernsehserie, 3 Episoden)
- 2015: Da Vinci’s Demons (Fernsehserie, 6 Episoden)
- 2015: Respite (Kurzfilm)
- 2015: Virtuoso (Fernsehfilm)
- 2016: Game of Thrones (Fernsehserie, Episode 6x10)
- 2017: Versailles (Fernsehserie, 3 Episoden)
- 2017–2018: Knightfall (Fernsehserie, 10 Episoden)
- 2018: The Innocents (Fernsehserie, Episode 1x03)
- 2019: Victoria (Fernsehserie, 7 Episoden)
- 2020: Bridgerton (Fernsehserie, 5 Episoden)
- 2021: The Larkins (Fernsehserie, 7 Episoden)
- 2025: I, Jack Wright (Fernsehserie, 6 Episoden)
- 2025: One Night in Bath